# Jazep Waronka
Jazep (Iosif) Jakaulewicz Waronka (biał. Язэп (Іосіф) Якаўлевіч Варонка; ur. 17 kwietnia 1891 w Kuźnicy, zm. 4 czerwca 1952 w Chicago) – białoruski działacz polityczny, dziennikarz, publicysta, od lutego do lipca 1918 roku przewodniczący Ludowego Sekretariatu Białorusi (szef rządu).

## Życiorys

### Działalność w Petersburgu i Mińsku

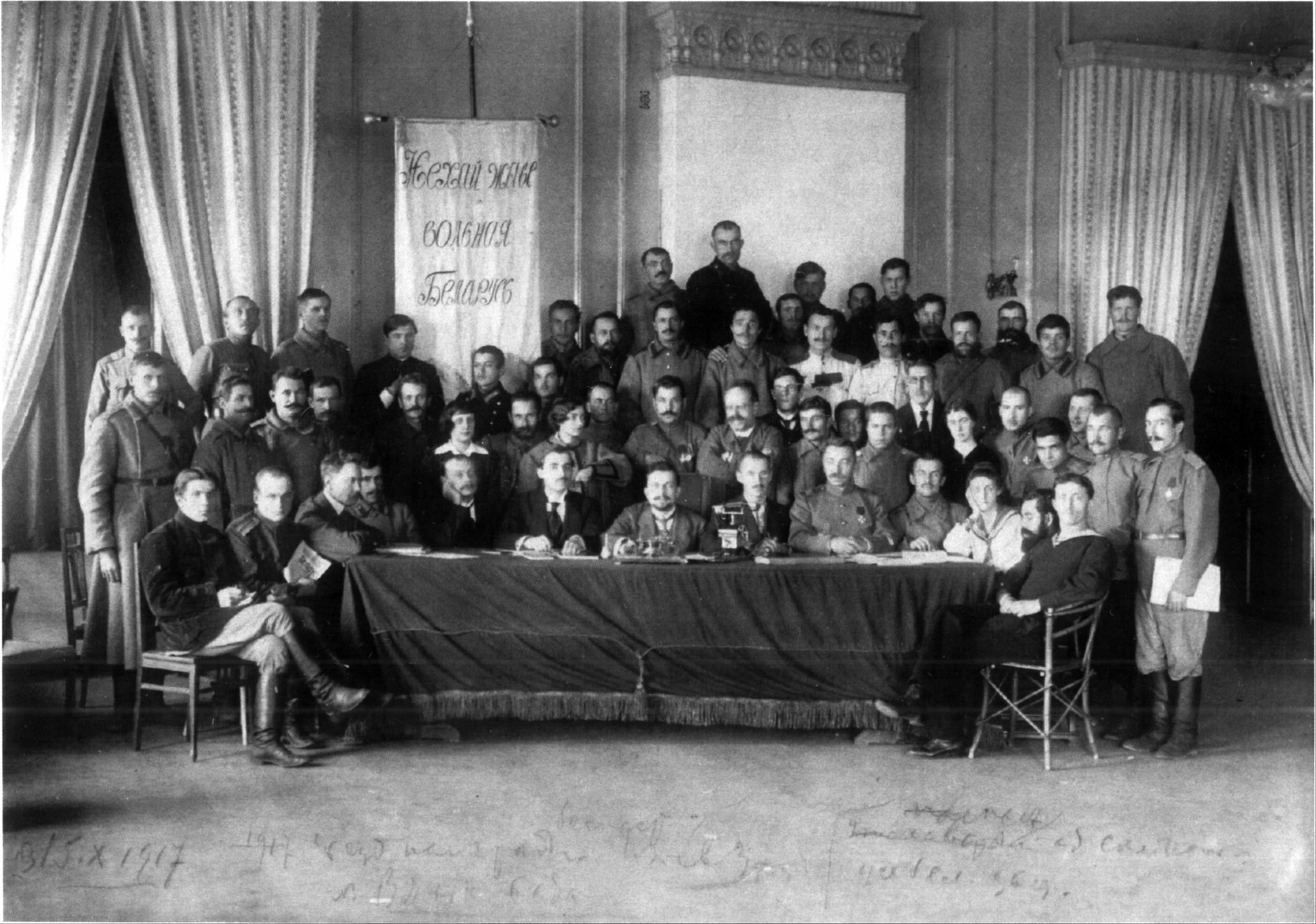
Posiedzenie WRB i CBRW w 1917 roku. Jazep Waronka w pierwszym rzędzie piąty z prawej.

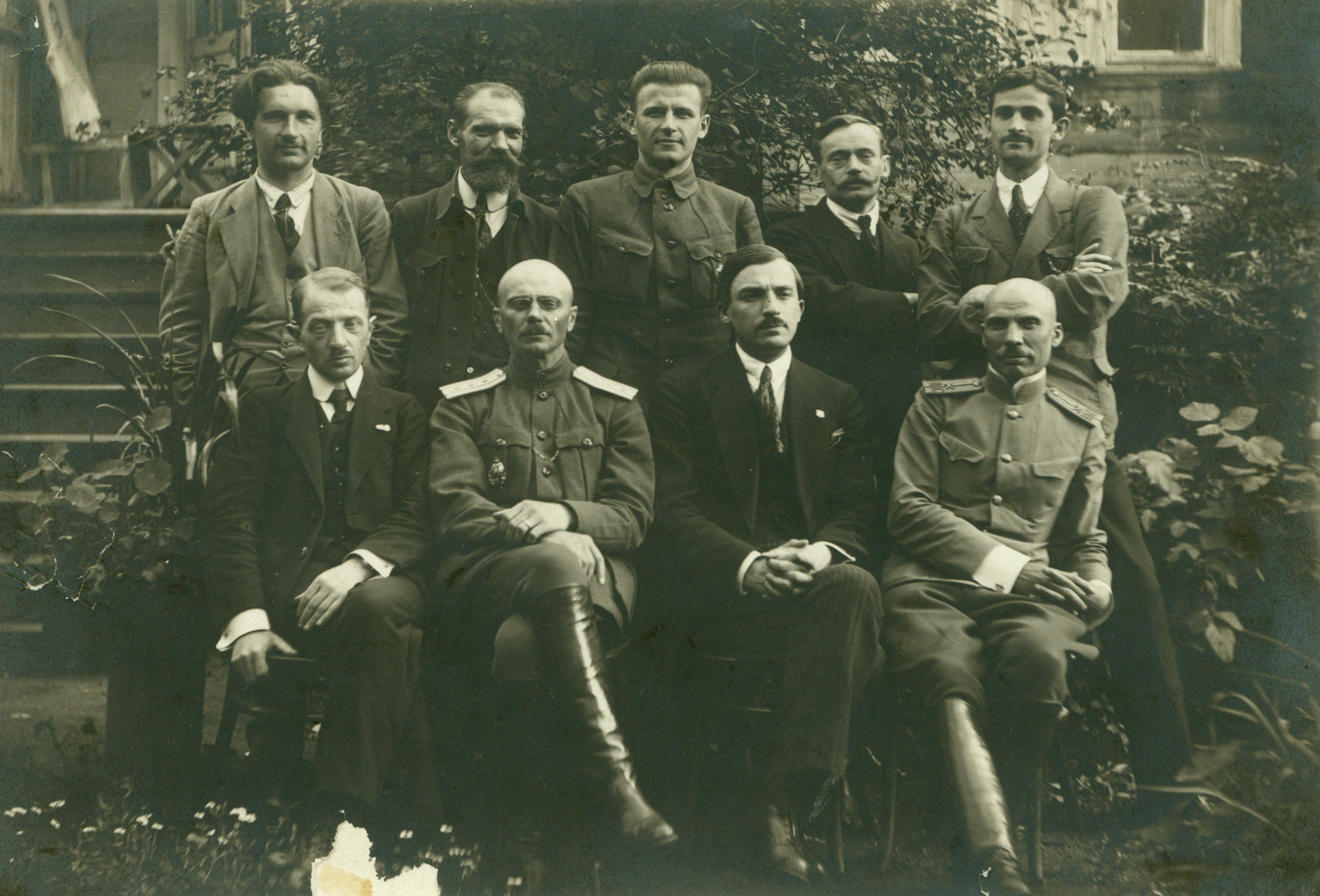
Ludowy Sekretariat Białoruskiej Republiki Ludowej. Jazep Waronka siedzi trzeci z lewej.

Urodził się 5 kwietnia?/17 kwietnia 1891 w powiecie sokólskim guberni grodzieńskiej Imperium Rosyjskiego. Był wolnym słuchaczem Wydziału Prawa Uniwersytetu Petersburskiego, został jednak usunięty z listy w 1914 roku z powodu niewniesienia opłaty za nauczanie. Współpracował z petersburskimi gazetami „Stolicznyje wiesti”, „Woskriesnaja wieczerniaja gazieta”, czasopismem „Zritiel”, pisał wierszowane utwory pod pseudonimem Juryj Biehau. Po rewolucji lutowej 1917 roku wstąpił do Białoruskiej Socjalistycznej Gromady, a w czerwcu tego samego roku wszedł w skład jej Komitetu Centralnego. Reprezentował białoruskie organizacje na Specjalnej Naradzie na temat Wypracowania Stanowiska w sprawie Wyborów do Wszechrosyjskiego Zgromadzenia Ustawodawczego. W sierpniu uczestniczył w pracy Narady Państwowej w Moskwie. We wrześniu, w czasie przemówienia na Wszechrosyjskiej Naradzie Demokratycznej w Piotrogrodzie, w imieniu Centralnej Rady Białoruskich Organizacji i Partii (CRBOiP) wypowiedział się przeciwko koalicji rządowej partii socjalistycznych z burżuazyjnymi. Wchodził w skład Tymczasowej Rady Republiki Rosyjskiej (Przedparlamentu).
W trakcie drugiej sesji CRBOiP w dniach 28 października – 6 listopada (15–24 października st. st.) 1917 roku, w trakcie którego organizacja została przekształcona w Wielką Radę Białoruską (WRB), Jazep Waronka poparł propozycję nadania białoruskim ziemiom autonomii w składzie demokratycznej rosyjskiej federacji. Został wówczas także wybrany na komisarza generalnego sprawiedliwości i spraw wewnętrznych WRB. Do grudnia stał na czele Białoruskiego Towarzystwa Pomocy Ofiarom Wojny w Piotrogrodzie. Brał udział w przygotowaniu i przeprowadzeniu w dniach 18–30 grudnia (5–17 grudnia st. st.) w Mińsku I Zjazdu Wszechbiałoruskiego. 26 grudnia (13 grudnia st. st.) został członkiem Rady Zjazdu. W styczniu 1918 roku był już jej przewodniczącym. Od lutego do lipca 1918 roku pełnił funkcję przewodniczącego Ludowego Sekretariatu Białorusi (szefa rządu), a jednocześnie ludowego komisarza (ministra) spraw zagranicznych Białorusi / Białoruskiej Republiki Ludowej. W kwietniu wraz z innymi działaczami Rady Białoruskiej Republiki Ludowej podpisał telegram do cesarza Niemiec Wilhelma II z podziękowaniem za wyzwolenie Białorusi. Redagował czasopismo „Warta”.

### Działalność w Republice Litewskiej
Od końca 1918 roku orientował się na litewską Tarybę, uważając ją za naturalnego sojusznika w walce o białoruską państwowość. Od grudnia 1918 do kwietnia 1920 roku pełnił funkcję ministra ds. białoruskich i członka gabinetu ministrów Republiki Litewskiej. Był przywódcą Białoruskiej Partii Socjalistów-Federalistów, a od listopada 1922 roku przewodniczącym towarzystwa Białoruska Hramada w Kownie. Zajmował się działalnością wydawniczą i publicystyczną. W swoich pracach o charakterze historyczno-publicystycznym uogólniał główne fakty z historii białoruskiego ruchu narodowego w okresie rewolucji i wojny domowej w Rosji. Analizował ówczesne położenie polityczne ruchu, twierdząc, że miał on dwóch wrogów − Polskę i Rosję. Negatywnie oceniał politykę narodową zarówno Tymczasowego Rządu Rosji, jak i Rady Komisarzy Ludowych. Jego zdaniem I Zjazd Wszechbiałoruski był zjazdem założycielskim, który ustanowił w granicach Białorusi ustrój republikański, zagwarantował prawo ludu do ziemi itd. Pozytywnie oceniał ogłoszenie Białoruskiej Republiki Ludowej, a utworzenie Białoruskiej SRR uważał za polityczny manewr, za pomocą którego bolszewicy starali się zawładnąć rozumami elementów, które odrodziły się narodowo. Negatywnie oceniał zajęcie przez Wojsko Polskie ziem, które uważał za białoruskie, potępiał politykę działającej na nich polskiej administracji i przypadki, jego zdaniem, naruszania praw miejscowej ludności.

### Działalność w Stanach Zjednoczonych
W 1923 roku wyjechał do Chicago, gdzie mieszkał do końca życia. Był jednym z założycieli białoruskiego życia politycznego w Stanach Zjednoczonych. Stał na czele Białorusko-Amerykańskiego Stowarzyszenia Narodowego, wchodził w skład kierownictwa Białorusko-Amerykańskiej Rady Narodowej. Wydawał gazetę „Biełorusskaja Tribuna”, prowadził białoruskie i rosyjskie programy w radiu w Chicago.